# Křížová cesta (Potůčník)
Křížová cesta v Potůčníku u Hanušovic na Šumpersku se nachází 1 kilometr severovýchodně od obce v lese a vede k poutnímu místu u studánky.

## Historie
Křížovou cestu tvoří čtrnáct dřevěných sloupků zhotovených ze železničních pražců. Na jejich vrcholech jsou přichyceny černobílé reprodukce pašijových obrázků ve slídových kancelářských složkách, připevněných rýsováčky. Nad obrázky je uchycen papírový bílý kříž. Cesta končí u Kalvárie - dřevěného kříže na skále s Ukřižovaným Kristem, malovaným na plechu.

### Poutní místo
Poblíž Kalvárie se nachází poutní místo s dřevěnou kaplí svaté Anny a se studánkou s takzvanou svatou vodou. Poutní místo je zde historicky doloženo již v 17. století. Původně zde byly jen obrázky na stromech, od 30. let 20. století tu stávala malá dřevěná kaple. Ta po odsunu německého obyvatelstva po 2. světové válce chátrala a byla v 60. letech 20. století stržena.
Roku 1991 byla nákladem potomků bývalých obyvatel obce postavena kaple nová, podobná té původní. Obnovena byla i tradice každoročních náboženských procesí ke kapličce. U kaple bylo zřízeno odpočinkové místo s několika zastřešenými stoly s lavicemi. Sama kaple je vyzdobena svatými obrázky a je opatřena menším zvonem, na který smí každý poutník zazvonit.